# Mauléon-Barousse
Mauléon-Barousse è un comune francese di 119 abitanti situato nel dipartimento degli Alti Pirenei nella regione dell'Occitania.

## Società

### Evoluzione demografica
Abitanti censiti